# Surgoinsville
Surgoinsville – miasto w Stanach Zjednoczonych, w stanie Tennessee, w hrabstwie Hawkins.
W Surgoinsville urodził się amerykański basista - Billy Greer